# Megachile stomatura
Megachile stomatura là một loài Hymenoptera trong họ Megachilidae. Loài này được Cockerell mô tả khoa học năm 1917.